# Kunstmuseum Kloster Unser Lieben Frauen Magdeburg

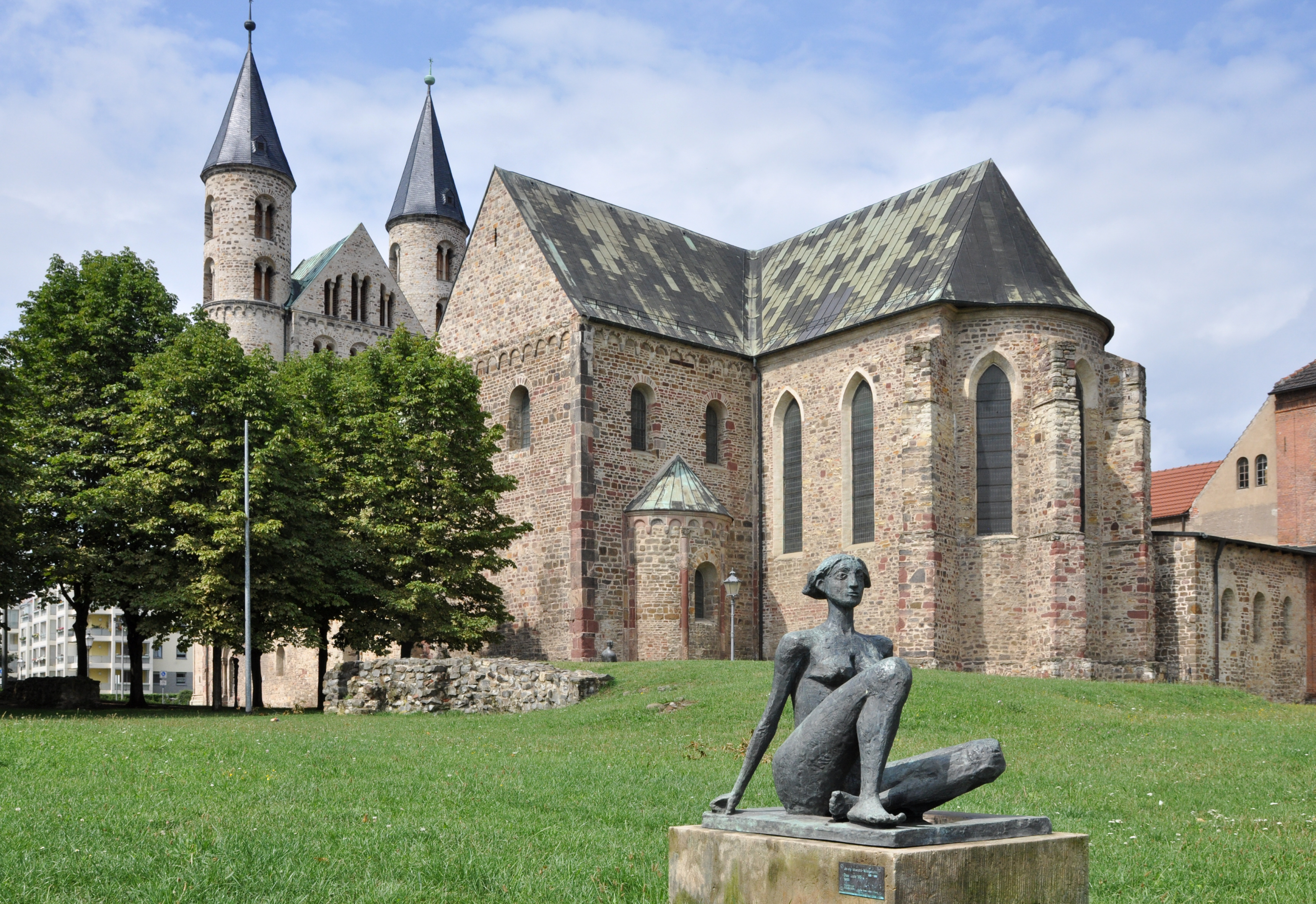
Klostergebäude, Ansicht von Südosten, im Vordergrund die Plastik Das Jahr ’65 von Jenny Mucchi-Wiegmann

Das Kunstmuseum Magdeburg ist das Museum für zeitgenössische Kunst der Landeshauptstadt Magdeburg (Sachsen-Anhalt). Es befindet sich mitten in der Altstadt, in der Nähe des Elbufers und des Magdeburger Doms, in einem mittelalterlichen Gebäudekomplex, dem Kloster Unser Lieben Frauen. Im Mittelalter war dieses das wichtigste deutsche Prämonstratenserstift, heute ist es der bedeutendste Sammlungs- und Ausstellungsort für internationale Kunst der Gegenwart im Land Sachsen-Anhalt.
Die Sonderausstellungen und der Sammlungsaufbau widmen sich gattungsübergreifend der internationalen und nationalen Kunst der Gegenwart. Den Schwerpunkt in der Sammlung bildet die Kunst seit 1945 bis heute, vor allem die Gattungen Skulptur, Medienkunst und Fotografie. Die historischen Sammlungsbereiche umfassen Werke der Bildhauerei seit der Antike über das Mittelalter bis zum Barock. Dieser Sammlungsbereich ist heute abgeschlossen. Von 1976 bis 1990 fokussierte sich die Sammeltätigkeit auf Plastik aus der DDR. Dieser Sammlungsbereich ist ebenfalls heute abgeschlossen. Weitere Sammlungsbereiche sind die Skulptur von der Moderne bis in die Gegenwart.

## Museums- und Sammlungsgeschichte

### 1906–1945
Die historische Skulpturensammlung des Museums basiert zum Teil auf der Skulpturensammlung des ehemaligen Kaiser Friedrich Museums (gegründet 1906) in Magdeburg. Der erste Magdeburger Museumsdirektor Theodor Volbehr (1862–1931) vervollständigte, unterstützt vom Berliner Museumsexperten Wilhelm von Bode, die größtenteils aus Stiftungen von Magdeburger Bürgern zusammengefügte Kunstsammlung. Volbehr verfolgte von Anfang an die Absicht, Werke aus den wichtigsten Kunstzentren Europas für die Magdeburger Sammlung zusammenzutragen. Er und sein Nachfolger Walter Greischel fügten auch moderne und zeitgenössische Kunstwerke der deutschen und französischen Avantgarde in die Ausstellungen und Sammlungen ein. Bis zum Zweiten Weltkrieg war im damaligen Kaiser-Friedrich-Museum europäische Kunst- und Kulturgeschichte aller Epochen seit der Antike repräsentiert. Im Zweiten Weltkrieg verbrannten große Teile der Malerei- und Plastiksammlung an ihrem Auslagerungsort.

### 1958–1974
Per Ratsbeschluss wurde 1958/1959 die kulturelle Nutzung des seit dem 19. Jahrhundert säkularisierten und seither unterschiedlich genutzten Gebäudekomplexes des Klosters Unser Lieben Frauen festgelegt. Ehemalige Räume der Klosteranlage wurden ab 1965 für museale Zwecke saniert und zunächst für stadtgeschichtliche Ausstellungen, später zunehmend für wechselnde Kunstausstellungen genutzt.

### 1975–1989

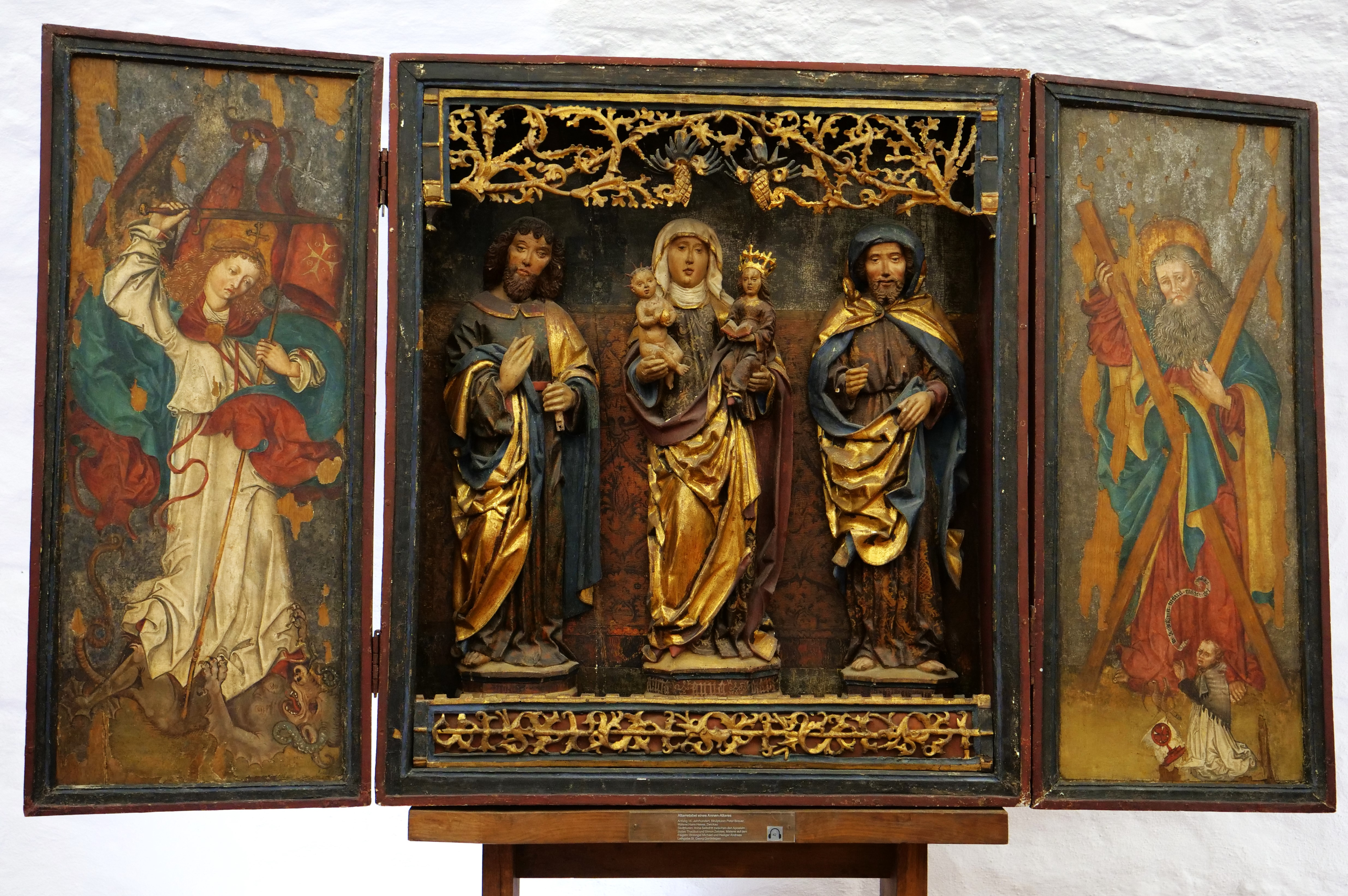
Altarretabel eines Annen-Altars 16. Jahrhundert

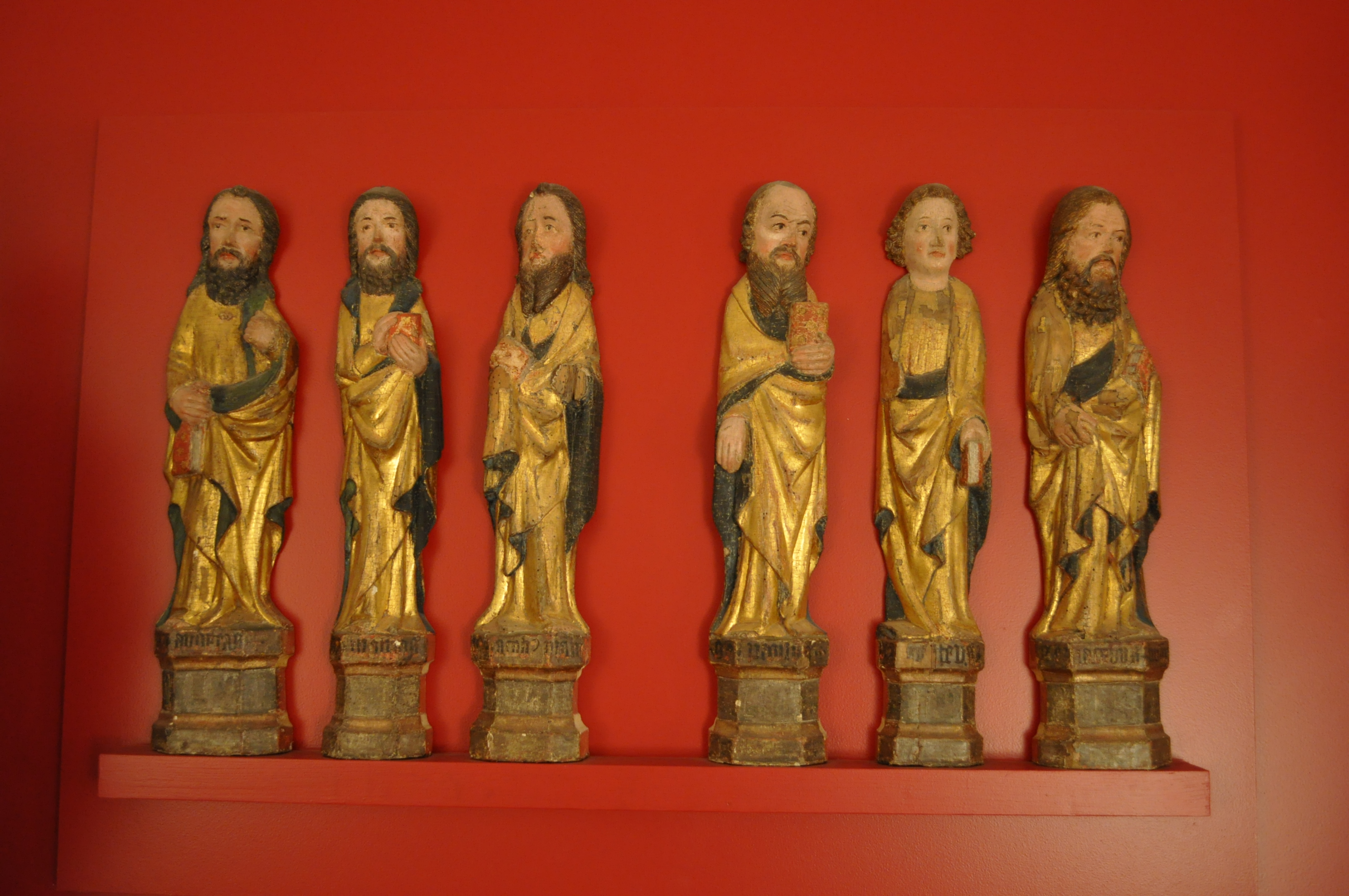
Sechs Apostel aus einem Altarretabel: Andreas, Matthäus, Jacobus d. Ä., Paulus, Petrus, Jacobus d. J.; Anfang 15. Jahrhundert

Am 11. Juni 1975 legte der Rat der Stadt Magdeburg Nutzung des Klosterkomplexes als Kunstmuseum fest. In der Folge wurden sowohl der Plan für die baulichen Investitionen als auch das Nutzungskonzept vom Rat bestätigt. Fertiggestellt waren zu diesem Zeitpunkt drei tonnengewölbte Räume auf drei Etagen mit einer Grundfläche von ca. 800 m2 und der in schlichter Funktionalität des Industriebaues wiederaufgebaute zweigeschossige Westflügel. Dem größten Raum im Erdgeschoss wurde ab 1975 die Plastiksammlung des 20. Jahrhunderts zugeordnet, dem zweiten Skulpturen der Antike und des Mittelalters bis zum Barock.
Ab 1975 zeigten die drei übereinanderliegenden tonnengewölbten Räume des ehemaligen Klosters die Plastik des 20. Jahrhunderts sowie Skulptur der Antike und von Mittelalter bis Barock.
Das Ministerium für Kultur der DDR traf 1976 die Entscheidung, in Form der Sammlung „Nationale Sammlung Kleinplastik“ ein nationales Zentrum der Bildhauerei in Magdeburg zu gründen. Später wurde der Fokus auf Nationale Plastik erweitert. Die Standortwahl wurde mit dem in Magdeburg in den Kunstsammlungen vorhandenen hochwertigen Bestand europäischer Skulpturen aus allen Epochen der Kunstgeschichte begründet. Ein jährlich zur Verfügung stehender Ankaufsetat der Magdeburger Museen und zusätzliche Gelder des Ministeriums für Kultur ermöglichten in den Jahren von 1976 bis 1989 den rasanten Sammlungsaufbau.

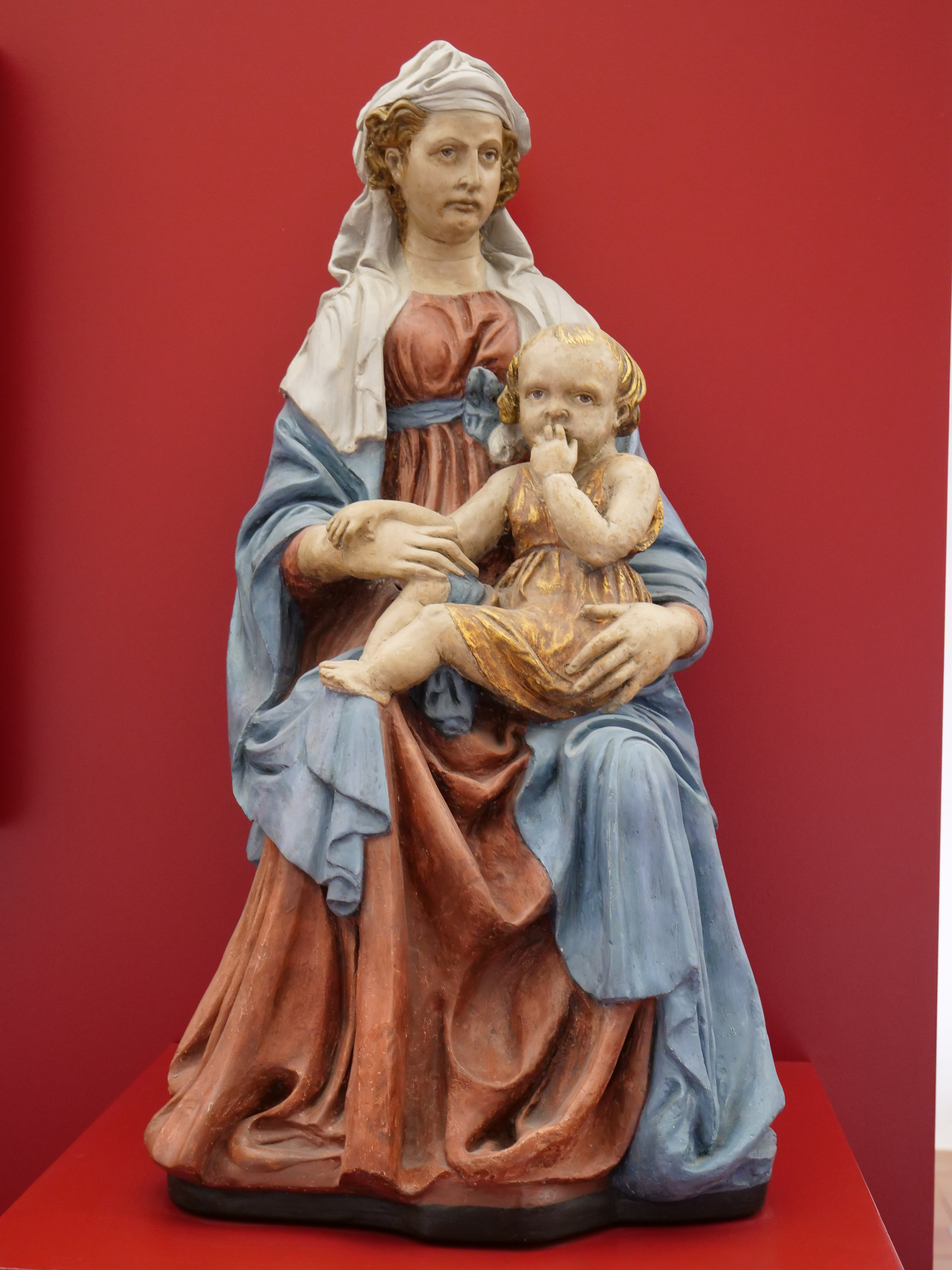
Madonna 15. Jahrhundert
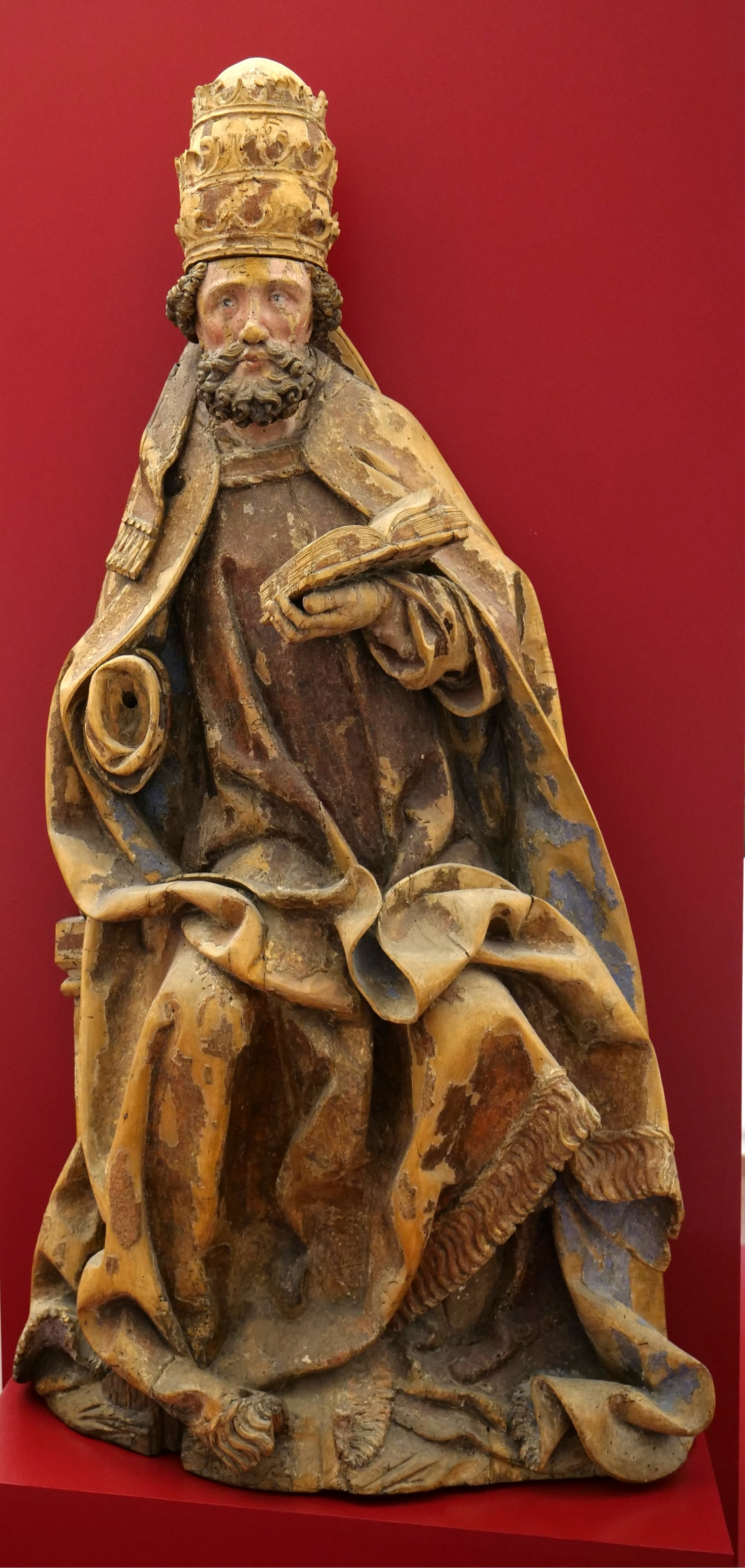
Heiliger Papst 15. Jahrhundert
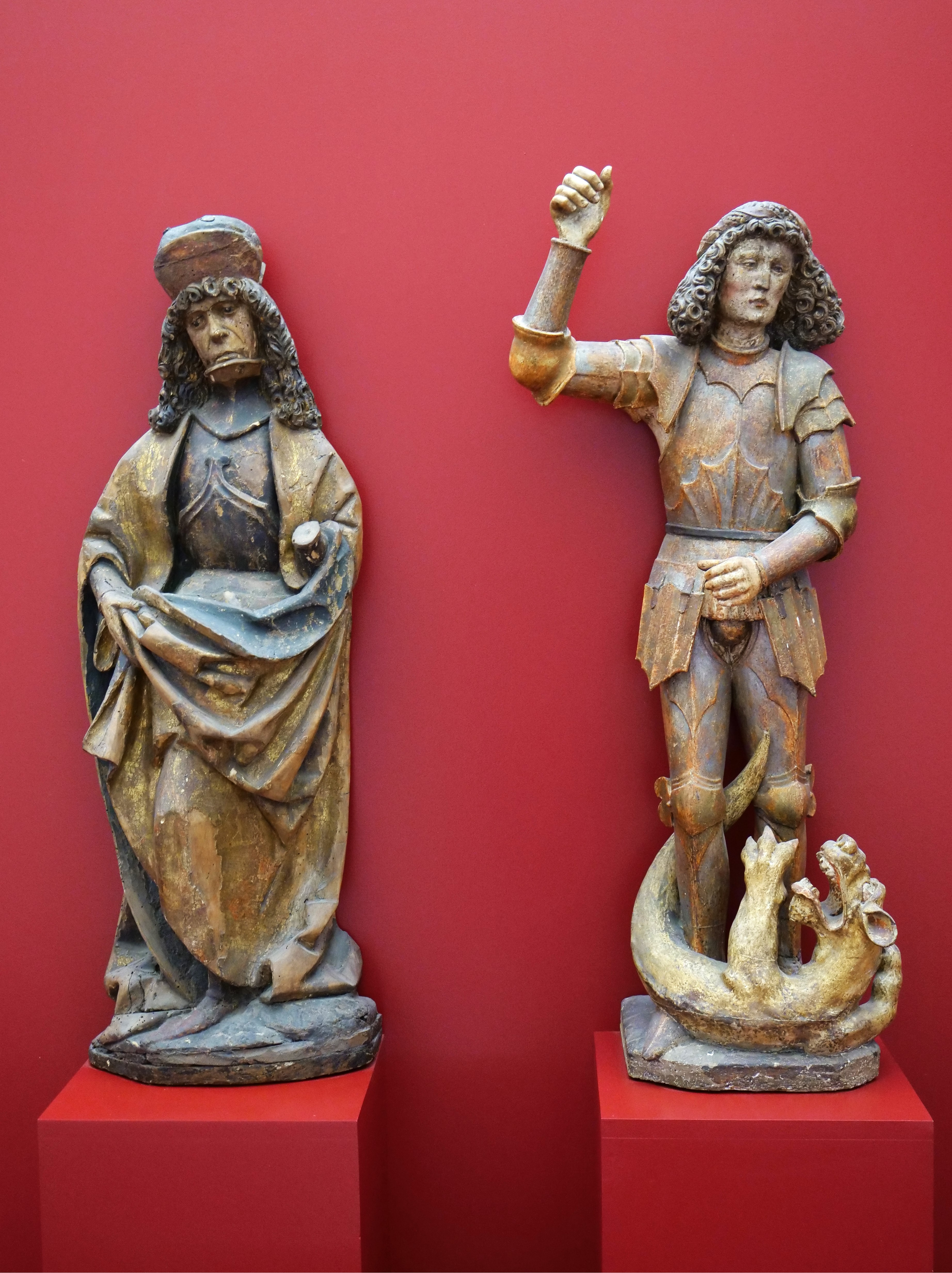
Männlicher Heiliger und Heiliger Georg (re.) 15. Jahrhundert
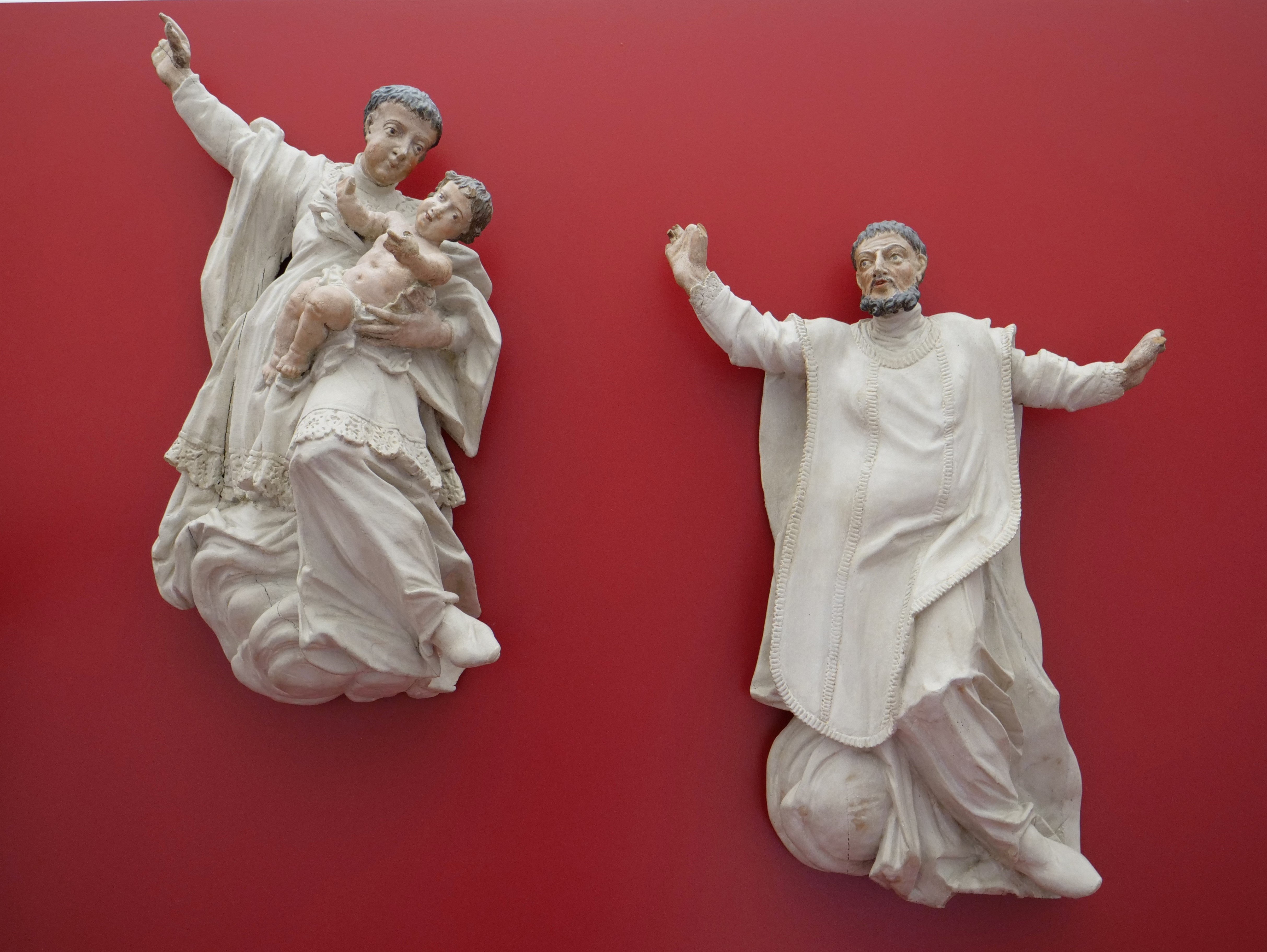
Joseph mit Jesuskind und Ignatius von Loyola (re.) 18. Jahrhundert

Die weitreichende Entscheidung des Ministeriums führte bis 1989 dazu, dass keine andere Sammlung auf dem Territorium der DDR über einen annähernd umfangreichen und bedeutenden Bestand an Bildhauerei der DDR verfügt. Die unter dem Titel „Plastikkolloquien“ zwischen 1976 und 1986 fast jährlich stattfindenden Tagungen, auf denen sich Bildhauer und Kunstwissenschaftler aus dem ganzen Land zum Gedanken- und Erfahrungsaustausch zusammenfanden, führten zu einer schnell wachsenden Akzeptanz der jungen Sammlung.
In den folgenden fünfzehn Jahren wurde die Sammlung intensiv ausgebaut. Sie wuchs bis 1989 auf über 1200 Skulpturen und ca. 600 Bildhauerzeichnungen an, darunter auch viele Arbeiten aus der ersten Hälfte des 20. Jahrhunderts.
Neben dem jährlichen Ankaufsetat standen von 1976 bis 1989 für den Sammlungsaufbau zusätzliche Mittel des Ministeriums für Kultur und der Stiftung Kulturfonds zur Verfügung.
Zum 40. Jahrestag der DDR wurden im Herbst 1989 circa 50 Großplastiken im Außenraum des Museums aufgestellt und damit der Skulpturenpark gegründet, der bis heute das Gebäude umgibt und gelegentlich um neue Skulpturen ergänzt wird. Noch vor der Deutschen Wiedervereinigung 1989 ging die „Nationale Sammlung Kleinplastik“ an die Stadt Magdeburg.

### Ab 1990
Nach 1990 verlangsamte sich der Ausbau der Sammlung zugunsten eines Ausstellungsprogramm internationaler Kunst. Im Laufe der 1990er Jahre wurde ein neues Konzept für die Sammlungstätigkeit entwickelt, in dem eine inhaltliche Neuorientierung, ein neues Finanzierungsmodell für den Erwerb von Kunstwerken und die Aufnahme von Kontakten zu Privatsammlern zu berücksichtigen waren. Standen in den fast fünfzehn Jahren staatlich gestützter Sammeltätigkeit ausreichend Mittel zur Verfügung, so blieben die Möglichkeiten nun stark begrenzt. Das Ausstellungswesen hingegen konnte schnell dem internationalen Geschehen angepasst werden, so mit Sonderausstellungen wie „Kunstregion Südfrankreich 1980–1990“ (1991), „Wege. Kunst aus Ton“ (1993), „Befragung der Räume. Kunst aus Ton“ (1997) und „Gärten der Flora“ (1999) im Rahmen der Bundesgartenschau.

### 2002
2004 war die Sammlung durch Mithilfe verschiedener Fördermittelgeber, durch das Land Sachsen-Anhalt und durch private Schenkungen so weit gewachsen, dass die Dauerausstellung im Oberen Tonnengewölbe neugestaltet werden konnte.
An die Stelle eines geschlossenen Werkkorpus seit den 1960er Jahren trat zusätzlich die Präsentation neuer Strömungen und Positionen der internationalen Kunst. Berücksichtigt wurden jetzt auch prozessuale Kunstansätze, Fotografie, neue Medien, Film- und Videoarbeiten. Ausgestellt wurde internationale Kunst seit den 1960er Jahren, wie beispielsweise Werke von Enrico Castellani, Giovanni Anselmo, Gilberto Zorio, Jenny Holzer und Leiko Ikemura, die auch in der Dauerausstellung gezeigt werden.
Ausstellungen in dieser Zeit:
- 2003: La Poetica dell’ Arte Povera
- 2004: Paris des photographes
- 2005: Fluxus und Freunde. Sammlung Maria und Walter Schnepel
- 2005: Faszination Kunst. Kunstmuseen in Sachsen-Anhalt
- 2007: Second View. Amerikanische Fotografie der Sammlung Niedersächsische Sparkassenstiftung Hannover

In den 2010er-Jahren entwickelte sich das Museum kontinuierlich weiter. Von 2009 bis 2012 wurde die Ausstellungsfläche vergrößert. Neben der Erschließung weiterer Räume für die Öffentlichkeit wurde eine Ausstellungsetage hinzugewonnen.
Im September 2022 eröffnete der neu errichtete Anbau über dem Nordflügel und die komplett sanierte mittelalterliche Klosterkirche nach umfassender Sanierung. Die Baumaßnahme wurde aus dem Programm „Kulturerbe“ des Europäischen Fonds für regionale Entwicklung (EFRE) mit 8,6 Mio. Euro gefördert. Ein großes Mansarddach aus Messing überspannt von der Stadtseite aus den Neubau, während die Innenseite zum Klosterinnenhof den mittelalterlichen Kubaturen folgt und sich in das Erscheinungsbild des Kreuzgangs einfügt. Große Fenster öffnen den Blick aus der neuen Ausstellungsetage in die Stadt und ermöglichen, die Kunst in den lichtdurchfluteten Räumen in Szene zu setzen. Die Ausstellungsfläche bietet Platz, das Ergebnis der Sammeltätigkeit der letzten 20 Jahre zu präsentierten – vornehmlich Werke internationaler Gegenwartskunst der Malerei und Fotografie. Damit vervollständigt sich der chronologische Rundgang durch die Sammlung, der sich nun über vier Etagen, von der Antike bis in die Gegenwart erstreckt.
Im Zuge der Bauarbeiten im Nordflügel des Kunstmuseums wurde auch das Obere Tonnengewölbe, bzw. ehemalige Refektorium saniert, hier hat wie zuvor die internationale Kunst nach 1945 ihren Platz gefunden.

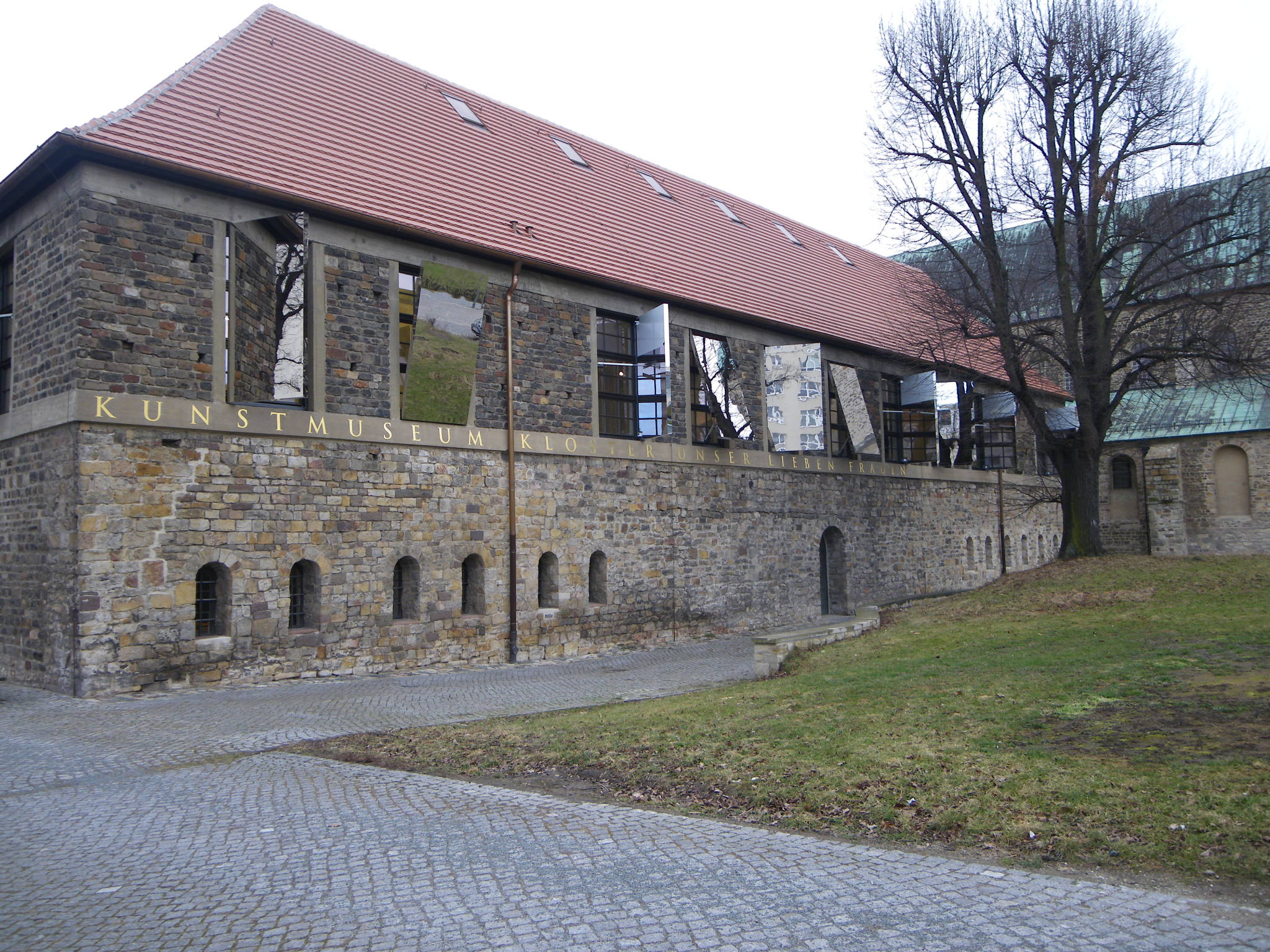
Kloster Unser Lieben Frauen: Spiegel als Kunst am Bau
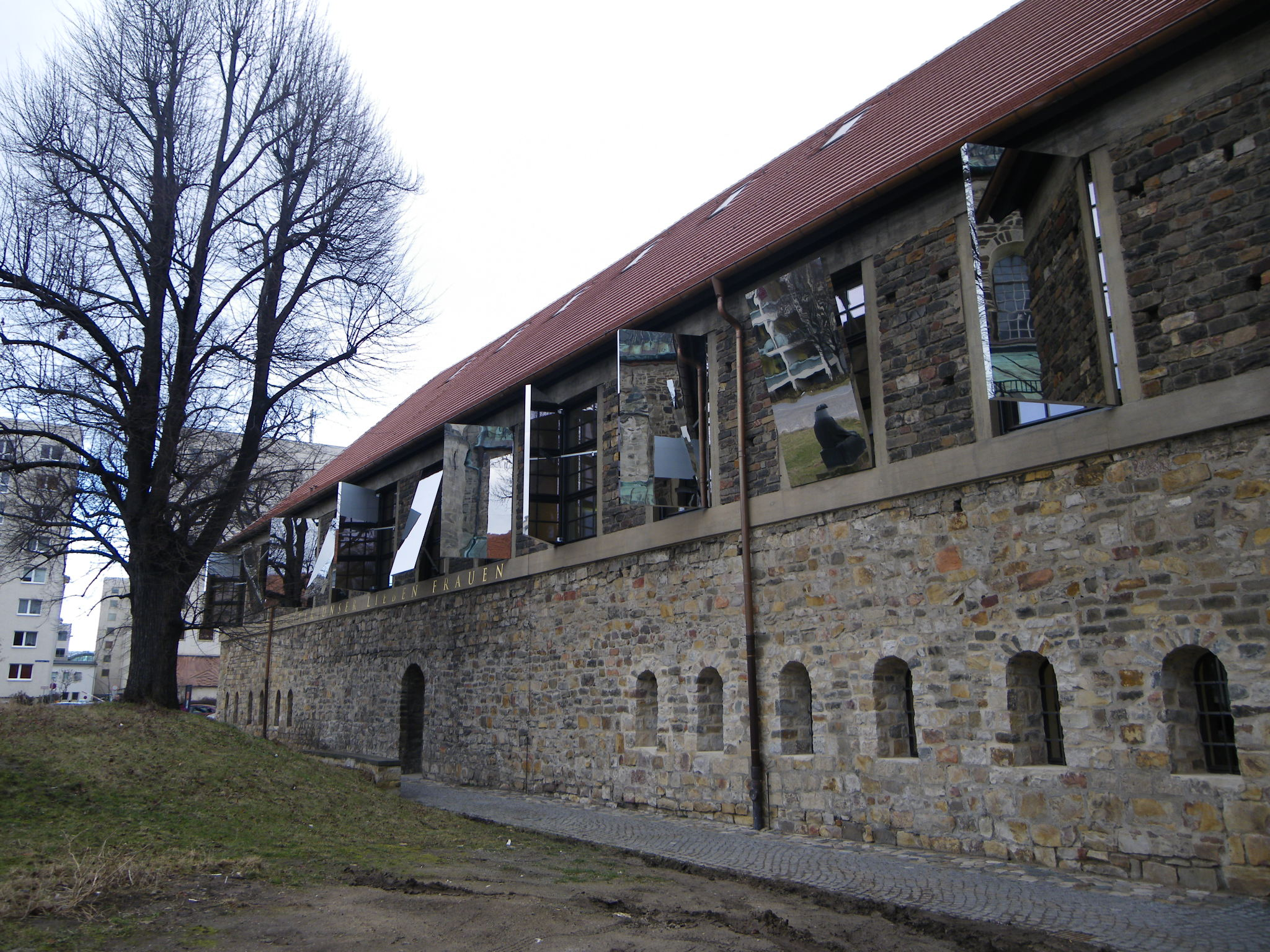
Fassadeninstallation von realities:united (Jan und Tim Edler)
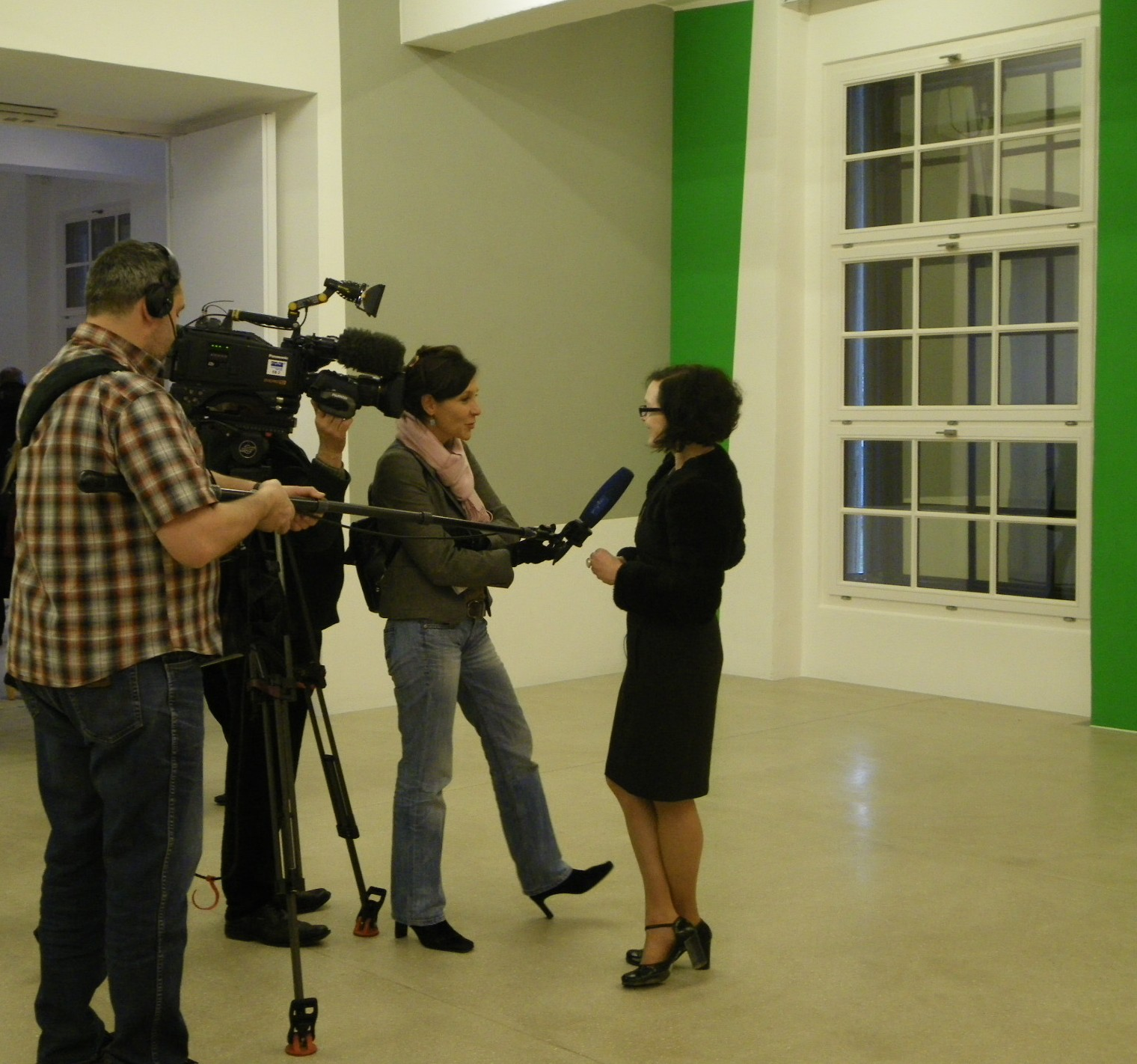
Annegret Laabs bei der Wiedereröffnung am 19. Februar 2012
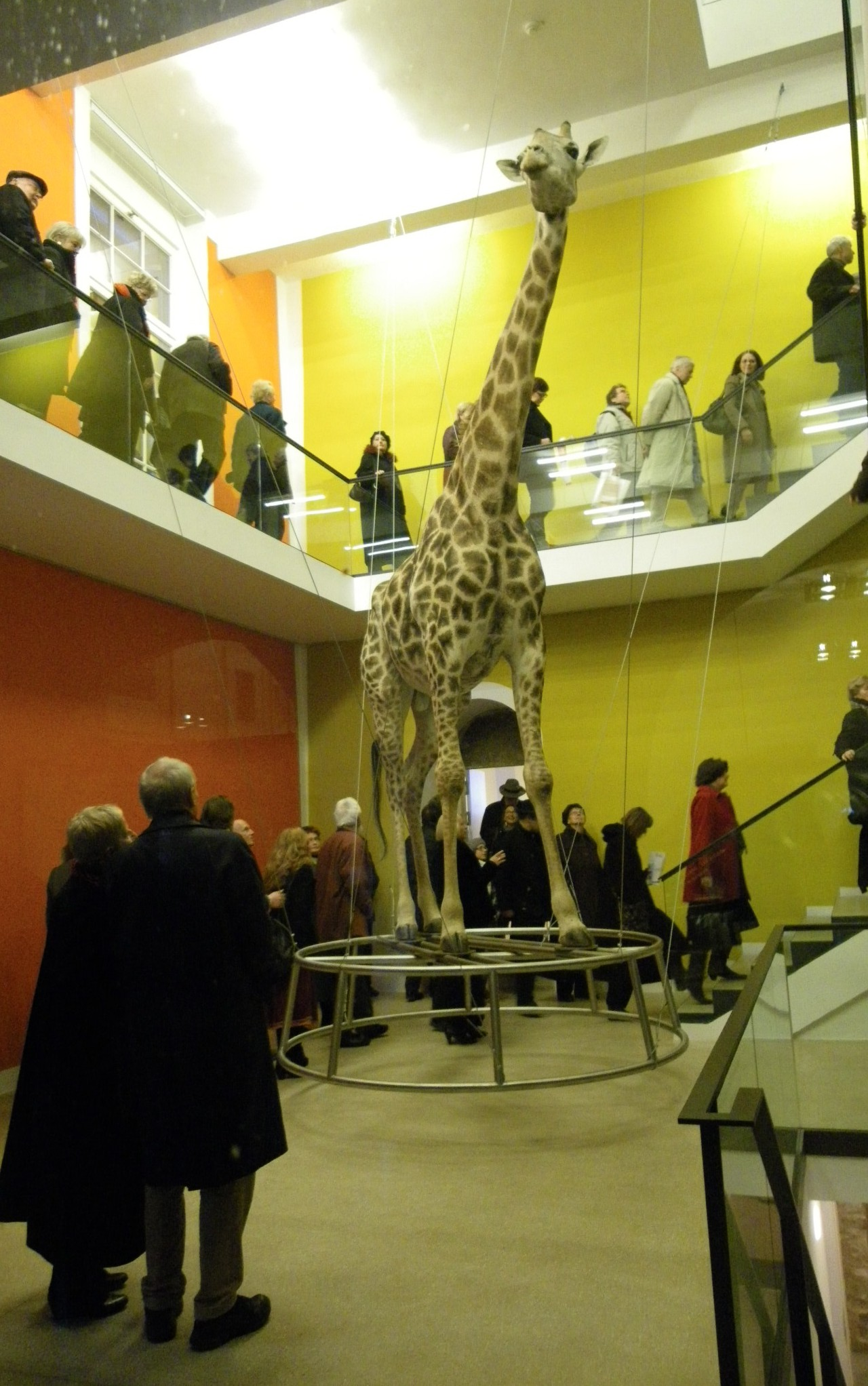
Christiane Möbus: Ausstellung zur Wiedereröffnung
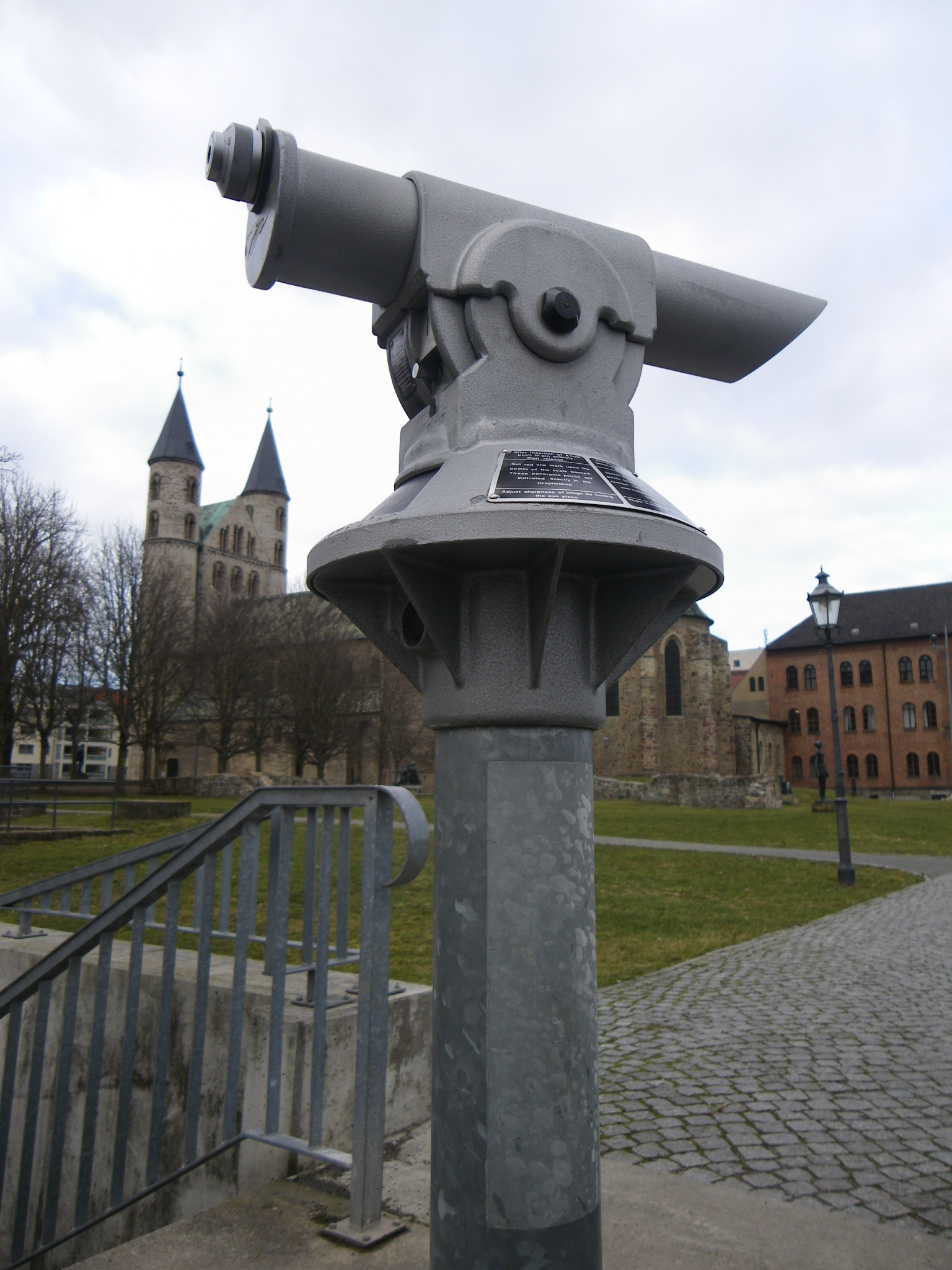
Dagmar Schmidt: Kunstblick im Skulpturenpark des Klosters
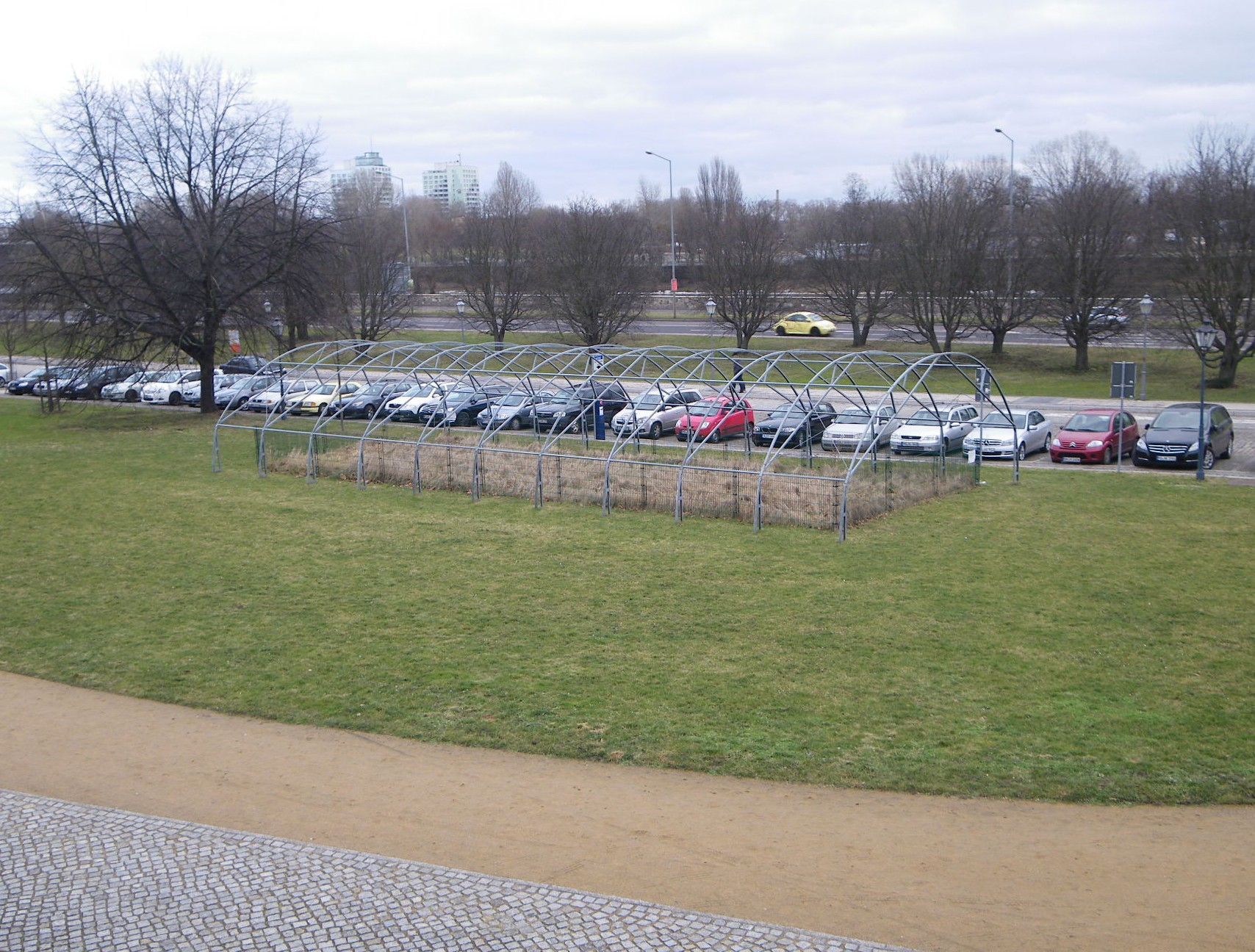
Bartl, Krause, Wegewitz: Skulptur Gewächshaus im Skulpturenpark

## Gebäude und Ausstellungsbereiche

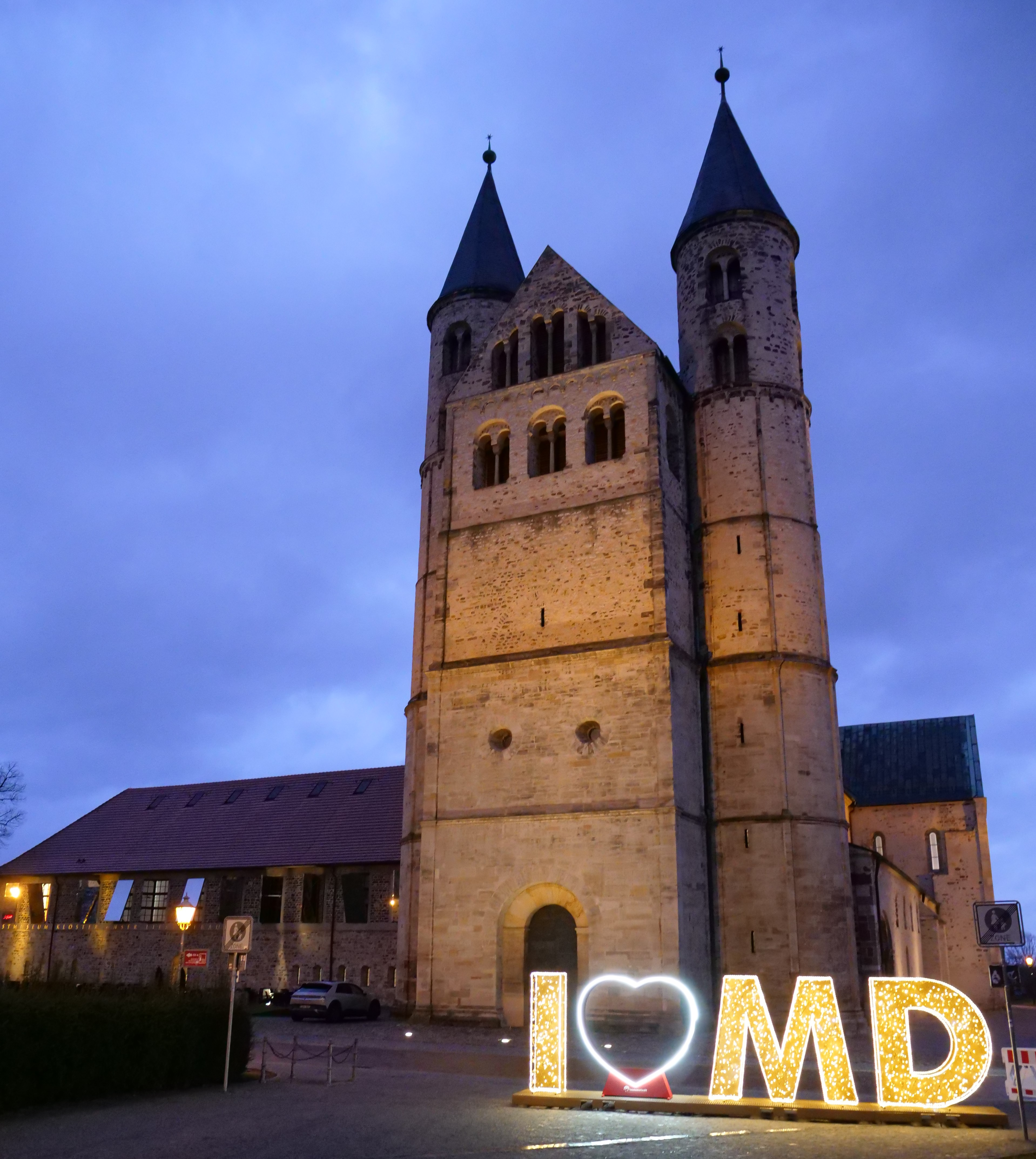
Angeleuchtete Westfassade 2025

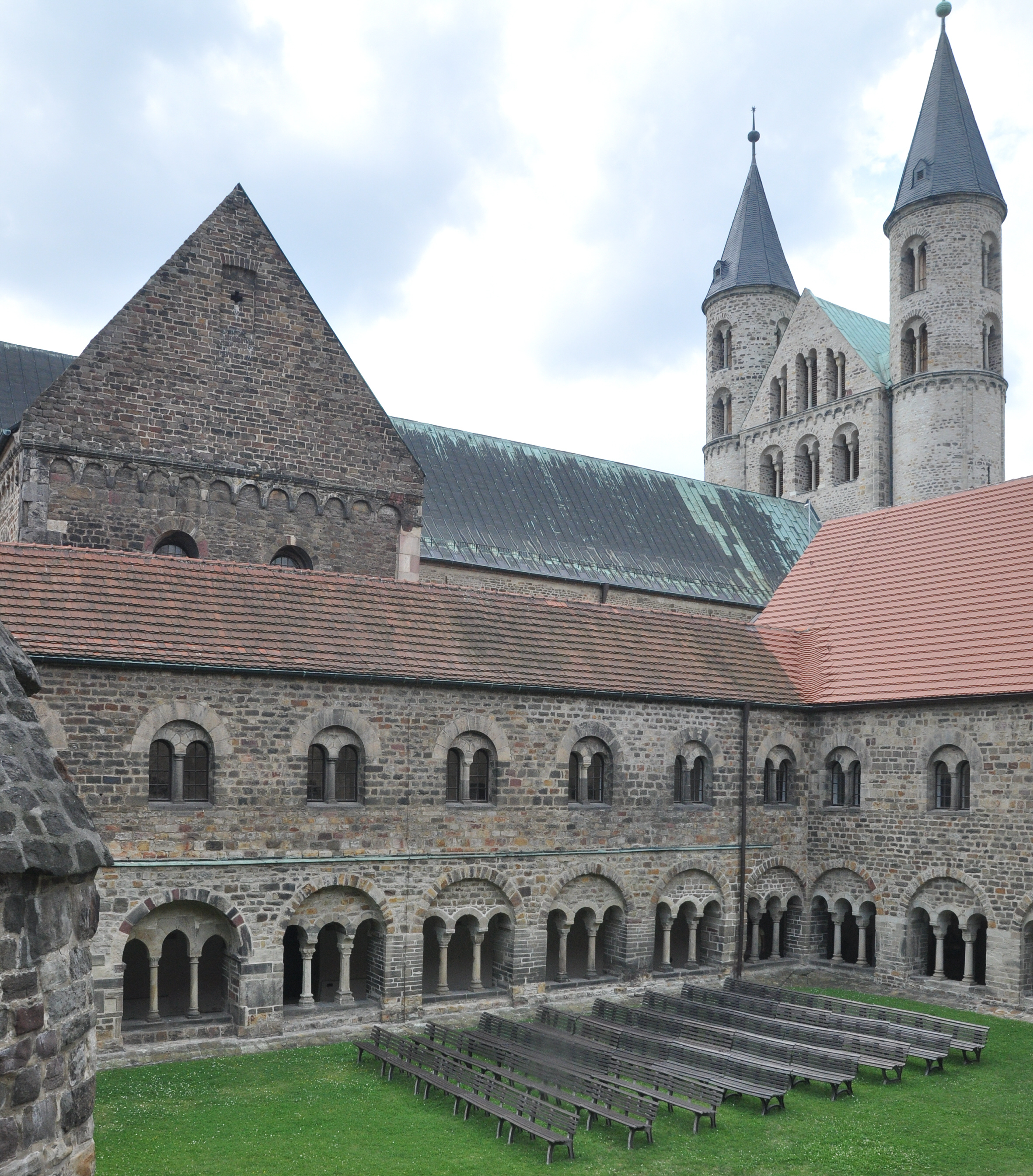
Ansicht des südlichen Kreuzgangflügels und der ehem. Stiftskirche vom 1. OG aus gesehen

Der geschlossene Baukomplex aus Basilika, Kreuzgang, angrenzenden Konventsgebäuden, ehemaligem Pädagogium und modernem Ausstellungstrakt, errichtet im 11. bis 13. sowie im 19. und 20. Jahrhundert, gehört zu den bedeutendsten Baudenkmalen im Land Sachsen-Anhalt.
Der denkmalgerecht und ästhetisch anspruchsvolle Um- und Ausbau der Konventsgebäude auf ca. 6.000 m² Ausstellungsfläche ermöglichen das Zusammenspiel historischer Substanz und internationaler Kunst der Gegenwart.
Zum Gebäudekomplex der Klosteranlage gehören neben dem Dauerausstellungsbereich und den Ausstellungsräumen für Sonderausstellungen auch die romanische Marienkirche, der Kreuzgang mit Brunnenhaus (genannt „Tonsur“), das aus dem 19. Jahrhundert stammende Schulgebäude, das heute als Verwaltungstrakt genutzt wird und der Westbau mit Café und Museumsshop.
Der Dauerausstellungsbereich im Nordflügel umfasst vier Etagen, die drei Tonnengewölbe: die sogenannte Obere Tonne (ehemaliges Sommerrefektorium des Klosters), Mittlere Tonne (ehemalige Klosterküche) und Untere Tonne sowie den 2022 eröffneten Neubau. Hier werden die Sammlung von der Antike bis in die Gegenwart dauerhaft präsentiert. Im Neubau des Nordflügels und der Oberen Tonne wird seit 2022 eine Auswahl aus dem Sammlungsbereich der Kunst der Gegenwart gezeigt. Unter anderen sind Arbeiten von Brian Eno, Liliane Tomasko, Alicia Paz, Ruth Francken, Jannis Kounellis, Anthony Caro, Olaf Wegewitz, Heinz Breloh, Enrico Castellani, Leiko Ikemura, Rashid Johnson und Maurizio Nannucci dauerhaft zu sehen. In der Mittleren Tonne befinden sich historische Skulpturen aus der Zeit um 1400 bis 1750. Die Werke von Auguste Rodin, Aristide Maillol, Ernst Barlach und Wilhelm Lehmbruck in der Unteren Tonne bringen Skulptur der Antike und der Moderne in einen Dialog.
Das weitläufige Gelände um die Klosteranlage ist seit 1989 als Skulpturenpark, der sich weit in die Magdeburger Altstadt hinein ausdehnt, gestaltet und zeigt eine Auswahl der Sammlung mit Werken seit 1945 bis in die Gegenwart.
Der Obere Kreuzgang und das Pönitentiarium, die Kabinette, der Saal und die Medienlounge werden für Sonderausstellungen genutzt. Gelegentlich werden auch die Kirche und die Kapelle, die sich an das nördliche Querhaus der Basilika anschließt, in Ausstellungsprojekte einbezogen. Die Marienkirche wurde von 1977 bis 2020 als Konzerthalle „Georg Philipp Telemann“ vom Gesellschaftshaus Magdeburg genutzt. Seit der Umgestaltung zum Konzertsaal befand sich im Chorraum anstelle eines Altars eine Orgel von Jehmlich Orgelbau Dresden (Opus 1000) aus dem Jahre 1979 (bis zur Einweihung der Hauptorgel im Magdeburger Dom im Jahre 2008 die größte Orgel der Stadt). Sie wurde unter anderem, zusammen mit den Domorgeln und der Orgel in der Kathedrale St. Sebastian, beim Internationalen August-Gottfried-Ritter-Orgelwettbewerb genutzt. Im Rahmen der zweijährigen Sanierung der Klosterkirche wurde die Orgel eingelagert. Zum Zeitpunkt der Wiedereröffnung der sanierten Klosterkirche am 17. September 2022 wurde das Instrument nicht wieder aufgestellt.
Ab Dezember 2022 erfolgte die komplette Sanierung des Innenraumes der romanischen Klosterkirche. Neben der Instandsetzung und Restaurierung der romanischen und gotischen Steinflächen und schmückenden Details aus der Zeit um 1068 und 1240 wurde das 1945 durch einen Bombentreffer zerstörte Kreuzrippengewölbe im Chor der Klosterkirche wiedererrichtet. Der Rückbau der Holzbalkendecke im Chor, die Errichtung des gotischen Gewölbes, die moderne Neuinterpretation der Fenster und die Erneuerung des Fußbodens in der Optik des mittelalterlichen Kalkstrichs sowie die vorsichtige Korrektur und Interpretation der Farbigkeit der Raumoberflächen erfolgten in enger Abstimmung mit Fachbeiräten und unter Berücksichtigung wissenschaftlicher Forschungsergebnisse sowie unter direkter Begleitung der Denkmalschutzbehörden. Forschungsergebnisse zur Baugeschichte des romanischen Kirchenbaues flossen in die Rekonstruktion dieses bedeutenden romanischen Bauwerkes ein.
Zur Vorbereitung wurden im Winter 2021/2022 durch Ausbau des Dachbereichs vom Nordflügel neue Räume mit neuen Fensterbändern gewonnen, das Steildach erhielt von der Firma Fittkau Metallgestaltung neue Messingblechverkleidungen und der Giebel des Bauwerks wurde mit einer neuen Verkleidung aus gekanteten Messingblechen versehen. Diese Anordnung symbolisiert nach den Planungen der Architekten den abstrahierten Zeitstrahl des Klostergebäudes.

## Ausstellungen
In der DDR fanden neben regionalen wichtige zentrale Ausstellungen des Verbands Bildender Künstler der DDR statt, u. a. Handzeichnung und Plastik und von 1977 bis 1989 Keramik in der DDR. Wechselnde Sonderausstellungen zeigen zeitgenössische Kunst in Einzel- oder Gruppenausstellungen. Dabei richtet sich die Konzentration auf künstlerische Positionen, die, zum Teil auch abseits des populären Kanons, eine wichtige inhaltliche Setzung vornehmen. Gruppenausstellungen wie „Heute.Malerei“ (2012), „Everyday Ideologies“ (2008 und 2010), „Farbe“ (2007), „La Poetica dell’Arte Povera“ (2003) oder „Daily Memories“ (2014) oder „Heute Malerei“ (2016) widmeten sich wichtigen künstlerischen Tendenzen, Methoden, Gattungen oder Themen. Einzelausstellungen präsentieren sowohl Arbeiten international etablierter als auch junger, aufstrebender Künstler, deren Positionen aus dem konventionellen Kanon herausragen.
Bedeutende Einzelausstellungen waren die Werkschauen von Ruth Francken (2006), Rashid Johnson (2008), Maix Mayer (2011), Christiane Möbus (2012), Judith Joy Ross (2012), Jannis Kounellis (2012), Kōji Kamoji (2013), und Max Uhlig (2014), Olaf Wegewitz (2014), Lawrence Carroll (2019), John Smith (2021). Die Medienlounge im Dachgeschoss präsentiert regelmäßig Highlights aus der Mediensammlung (u. a. Nan Hoover, Bjørn Melhhus, Hito Steyerl, Sven Johne, Julian Rosefeld, Matthias Hoch) oder aktuelle zeitgenössische Medienkunst.
Jüngere Ausstellungen:
2024
- Sanja Iveković, Ulrike Rosenbach, Gabriele Stötzer: Unverschämt rebellisch
- Sergiy Bratkov: My Brother's Cats
- Hans-Hendrik Grimmling: Malerei von 1978 bis 2024
- Leyla Yenrice: Splitter
- Nevin Aladağ: Das rollende Tamburin

2023
- Monika Huber: Archiv einsdreissig, Looking for Humanity
- Koen van den Broek: Of(f) Road
- Ulrich Wüst: Haltepunkte

2022
- Susan Meiselas: Mediations
- Zandile Tshabalala: In Search Of My Mother’s Garden, Das Land
- John Smith: Waldeinsamkeit
- Frieder Heinze: Kopfüber – Kopfunter

2021
- Dieter Goltzsche: Landschaft mit Litfaßsäule
- Liliane Tomasko: Morpheus
- Sven Johne: Ostdeutsche Landschaften

2020
- Hartwig Ebersbach: Die Madonna

2019
- Moderne. Ikonografie. Fotografie. Das Bauhaus und die Folgen, 1919-2019
- Storyworks. Kunstwerke erzählen Geschichte(n)

2018
- Ambitus. Kunst und Musik heute